# Caucagärdsmyg
Caucagärdsmyg (Thryophilus sernai) är en nyligen beskriven men starkt utrotningshotad fågel i familjen gärdsmygar som är endemisk för Colombia.

## Utseende och läte
Caucagärdsmygen är en 14 cm lång gärdsmyg. Den liknar både santandergärdsmygen och rostryggig gärdsmyg, men skiljer sig från den förra genom avsaknad av bandning från rygg till övre stjärttäckare, från den senare på diffusa brunaktiga strimmor på kinderna (ej skarpa, svarta) och från båda på ljusare undersida, mycket finare bandning på stjärt och vingar och mindre storlek. Även lätena skiljer sig åt, med färre upprepade drillar i den melodiösa och flöjtlika sången.

## Utbredning och systematik
Fågeln återfinns i den arida Caucadalen i Antioquía, Colombia. Den upptäcktes så sent som 2010 och beskrevs vetenskapligt 2012.

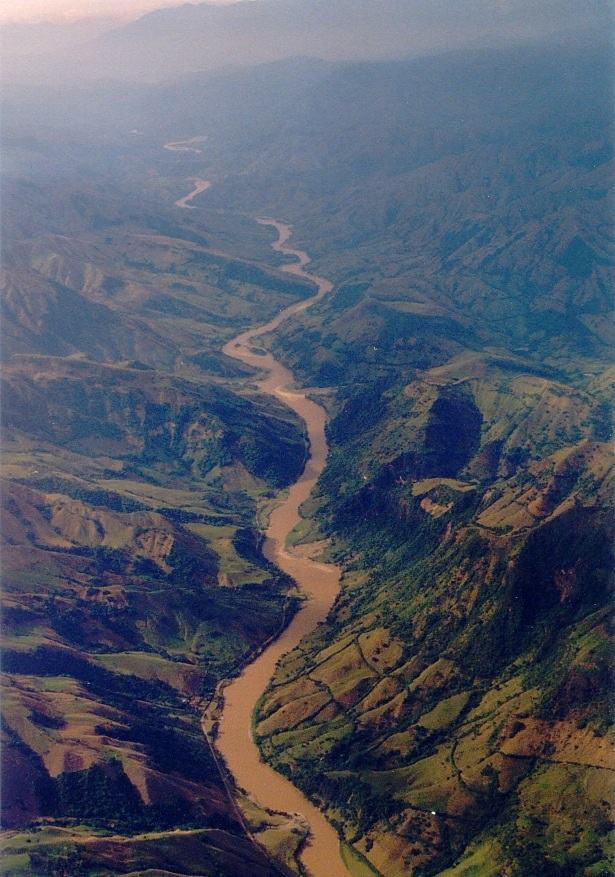
Caucadalen i Antioquia där caucagärdsmygen upptäcktes 2010.

## Status
IUCN kategoriserar den som sårbar.